# Fannia bradorei
Fannia bradorei är en tvåvingeart som beskrevs av Chillcott 1961. Fannia bradorei ingår i släktet Fannia och familjen takdansflugor.
Artens utbredningsområde är Labradorhalvön. Inga underarter finns listade i Catalogue of Life.